# Ruby Modine
 (juin 2018).
Pour les articles homonymes, voir Modine.
Ruby Modine, née le 31 juillet 1990 à Loma Linda (Californie), est une actrice, chanteuse et danseuse américaine.
Elle est connue pour son rôle de Sierra dans la série télévisée américaine Shameless. Elle joue également dans le film Happy Birthdead en 2017. et sa suite en tant que Lori Spengler. Elle est la chanteuse principale du groupe Ruby Modine and the Disease .

## Biographie

### Famille
Ruby Modine est la fille de Caridad Rivera, une styliste de maquillage et de garde-robe, et de l'acteur Matthew Modine. Sa mère et sa grand-mère sont portoricaines.

### Carrière
Ruby Modine a été choisie comme Sierra, l'une des nouvelles serveuses de Patsy Pies gérées par Fiona, dans la septième saison de Shameless. Le 8 novembre 2016, elle a été choisie pour jouer dans le film Happy Birthdead  avec Jessica Rothe. et Israel Broussard . Le film a ouvert ses portes en 2017, avec des critiques positives.  Elle a repris son rôle dans la suite de 2019, Happy Death Day 2U.
En 2022, on la voit dans le clip Call Me Little Sunshine du groupe Ghost.

### Vie privée
Elle a fréquenté en 2016 l'acteur Cameron Monaghan, rencontré sur le tournage de la septième saison de Shameless .

## Filmographie

### Télévision
- 2015 : Gypsy : Eden LeCroix
- 2016 :2017 Shameless : Sierra
- 2020 : God Friended Me - Season 2 :Anna

### Cinéma
- 2017 : Central Park : Sessa
- 2017 : Happy Birthdead : Lori Spengler
- 2019 : Happy Birthdead 2 You : Lori Spengler
- 2019 : Satanic Panic de Chelsea Stardust : Judi Ross
- 2021 : The Survivalist de Jon Keeyes : Sarah
- TBA :My Love Affair with Marriage